# Клеце (Підкарпатське воєводство)
Клеце (пол. Klecie) — село в Польщі, у гміні Бжостек Дембицького повіту Підкарпатського воєводства.
Населення — 626 осіб (2011).
У 1975-1998 роках село належало до Тарновського воєводства.

## Демографія
Демографічна структура станом на 31 березня 2011 року:
|          | Загалом | Допрацездатний вік | Працездатний вік | Постпрацездатний вік |
| -------- | ------- | ------------------ | ---------------- | -------------------- |
| Чоловіки | 310     | 60                 | 217              | 33                   |
| Жінки    | 316     | 62                 | 185              | 69                   |
| Разом    | 626     | 122                | 402              | 102                  |